# Nathan Tella
Nathan Adewale Temitayo Tella (sinh ngày 5 tháng 7 năm 1999) là một cầu thủ bóng đá chuyên nghiệp chơi ở vị trí tiền vệ tấn công hoặc cầu thủ chạy cánh phải cho câu lạc bộ Bundesliga là Bayer Leverkusen. Sinh ra ở Anh, anh chơi cho Đội tuyển quốc gia Nigeria.

## Sự nghiệp câu lạc bộ

### Bắt đầu sự nghiệp
Nathan Tella lớn lên ở Stevenage, Hertfordshire và được học tại trường trung học Edwinstree và sau đó là Freman College, cả hai đều ở thị trấn Buntingford. Anh ấy rời đi sau kỳ thi GCSE vào năm 2015. Sau mười năm gắn bó với Arsenal, Tella đã dành thời gian thử việc tại Reading và Norwich City, trước khi gia nhập Southampton vào tháng 4 năm 2017.

### Southampton
Vào tháng 7 năm 2019, anh ấy đã gia hạn hợp đồng với câu lạc bộ thêm một năm, trước khi ký gia hạn thêm ba năm vào tháng 7 năm 2020. Bật Ngày 19 tháng 6 năm 2020, Tella có trận ra mắt cấp cao với tư cách là người dự bị trong chiến thắng 3–0 trước Norwich City. Vào ngày 11 tháng 2 năm 2021, anh ấy đã đóng góp bàn thắng đầu tiên vào lưới kiến tạo cho Stuart Armstrong ghi bàn trong chiến thắng 2–0 FA Cup trước Wolverhampton Wanderers. Vào ngày 23 tháng 2, Tella có trận đấu đầu tiên Premier League trong trận thua 3–0 trước Leeds United. Vào ngày 15 tháng 5, Tella ghi bàn thắng đầu tiên ở Premier League với tỷ số 3–1 giành chiến thắng trước Fulham.
Vào ngày 6 tháng 1 năm 2022, Tella ký hợp đồng mới có thời hạn 3,5 năm với Southampton.

#### Burnley (mượn)
Vào ngày 11 tháng 8 năm 2022, Tella gia nhập Burnley theo dạng cho mượn kéo dài một mùa giải. Vào ngày 11 tháng 2 năm 2023, anh ghi hat-trick đầu tiên trong sự nghiệp trong một trận đấu Chiến thắng 3–0 trước Preston North End, chiến thắng thứ 10 liên tiếp của đội bóng của anh ấy, và một tháng sau ghi hat-trick thứ hai trong tỷ số 3–1 chiến thắng trước Hull City.

### Bayer Leverkusen
Vào ngày 27 tháng 8 năm 2023, câu lạc bộ Bundesliga Bayer Leverkusen thông báo việc ký hợp đồng với Tella có thời hạn 5 năm, với mức phí được báo cáo là £ 20 triệu. Anh ấy xuất hiện lần đầu tiên cho câu lạc bộ vào ngày Ngày 2 tháng 9 năm 2023 trong chiến thắng 5–1 trước SV Darmstadt 98, vào thay Jeremie Frimpong ở phút 72. Vào ngày 5 tháng 10 năm 2023, Tella ghi bàn thắng đầu tiên cho Bayer Leverkusen trong chiến thắng 1–2 trước Molde ở Europa League.

## Sự nghiệp quốc tế
Vào ngày 10 tháng 11 năm 2023, Tella được triệu tập bởi huấn luyện viên trưởng Nigeria, José Peseiro cho vòng loại Giải vô địch bóng đá thế giới 2026 gặp Lesotho và Zimbabwe.

## Thống kê sự nghiệp

### Câu lạc bộ
Tính đến trận đấu diễn ra ngày 18 tháng 5 năm 2025
| Câu lạc bộ          | Mùa                 | Giải đấu            | Giải đấu | Giải đấu | Cúp quốc gia | Cúp quốc gia | Cúp Liên đoàn | Cúp Liên đoàn | Châu Âu | Châu Âu | Khác | Khác | Tổng cộng | Tổng cộng |
| Câu lạc bộ          | Mùa                 | Hạng đấu            | Trận     | Bàn      | Trận         | Bàn          | Trận          | Bàn           | Trận    | Bàn     | Trận | Bàn  | Trận      | Bàn       |
| ------------------- | ------------------- | ------------------- | -------- | -------- | ------------ | ------------ | ------------- | ------------- | ------- | ------- | ---- | ---- | --------- | --------- |
| Southampton U23     | 2017–18             | —                   | —        | —        | —            | —            | —             | —             | —       | —       | 2    | 0    | 2         | 0         |
| Southampton U23     | 2018–19             | —                   | —        | —        | —            | —            | —             | —             | —       | —       | 3    | 0    | 3         | 0         |
| Southampton U23     | 2020–21             | —                   | —        | —        | —            | —            | —             | —             | —       | —       | 1    | 0    | 1         | 0         |
| Southampton U23     | Tổng cộng           | Tổng cộng           | —        | —        | —            | —            | —             | —             | —       | —       | 6    | 0    | 6         | 0         |
| Southampton         | 2019–20             | Premier League      | 1        | 0        | 0            | 0            | 0             | 0             | —       | —       | —    | —    | 1         | 0         |
| Southampton         | 2020–21             | Premier League      | 18       | 1        | 3            | 0            | 1             | 0             | —       | —       | —    | —    | 22        | 1         |
| Southampton         | 2021–22             | Premier League      | 14       | 0        | 1            | 0            | 3             | 1             | —       | —       | —    | —    | 18        | 1         |
| Southampton         | 2023–24             | Championship        | 3        | 1        | —            | —            | —             | —             | —       | —       | —    | —    | 3         | 1         |
| Southampton         | Tổng cộng           | Tổng cộng           | 36       | 2        | 4            | 0            | 4             | 1             | —       | —       | —    | —    | 44        | 3         |
| Burnley (mượn)      | 2022–23             | Championship        | 39       | 17       | 5            | 2            | 1             | 0             | —       | —       | —    | —    | 45        | 19        |
| Bayer Leverkusen    | 2023–24             | Bundesliga          | 24       | 5        | 4            | 0            | —             | —             | 11      | 1       | —    | —    | 39        | 6         |
| Bayer Leverkusen    | 2024–25             | Bundesliga          | 27       | 2        | 5            | 1            | —             | —             | 7       | 1       | 1    | 0    | 40        | 4         |
| Bayer Leverkusen    | Tổng cộng           | Tổng cộng           | 51       | 7        | 9            | 1            | —             | —             | 18      | 2       | 1    | 0    | 79        | 10        |
| Tổng cộng sự nghiệp | Tổng cộng sự nghiệp | Tổng cộng sự nghiệp | 126      | 26       | 18           | 3            | 5             | 1             | 18      | 2       | 7    | 0    | 174       | 32        |

1. ↑  Bao gồm FA Cup, DFB-Pokal
2. ↑  Bao gồm EFL Cup
3. 1 2 3  Số lần ra sân tại EFL Trophy
4. ↑  Số lần ra sân tại UEFA Europa League
5. ↑  Số lần ra sân tại UEFA Champions League
6. ↑  Ra sân tại DFL-Supercup

### Quốc tế
Tính đến trận đấu diễn ra ngày 31 tháng 5 năm 2025
| Đội tuyển quốc gia | Năm       | Trận | Bàn |
| ------------------ | --------- | ---- | --- |
| Nigeria            | 2023      | 1    | 0   |
| Nigeria            | 2025      | 1    | 0   |
| Tổng cộng          | Tổng cộng | 2    | 0   |

## Danh hiệu
Burnley
- EFL Championship: 2022–23[35]

Bayer Leverkusen
- Bundesliga: 2023–24[36]
- DFB-Pokal: 2023–24[37]
- DFL-Supercup: 2024[38]

Cá nhân
- PFA Cầu thủ xuất sắc nhất tháng của người hâm mộ giải vô địch: Tháng 3 năm 2023[39]
- Đội vô địch EFL của mùa giải: 2022–23[40]
- Đội PFA của năm: Giải vô địch 2022–23[41]